# Vrasda Márton
Vrasda Márton (helyenként Wrasda, 1862-től Bátor Márton) (Kecskemét, 1810. január 9. – Lugos, 1872 után) orvos, sebész, katona, nemzetőr orvosszázados.

## Élete
Apja Vrasda Ignác (1780–1845) kecskeméti tót fésűsmester, akinek apja Trencsén mellől, Kosztolnáról érkezett Kecskemétre, az 1770-es évek elején. A kecskeméti városi nyilvántartásban említik mint jövevény késcsinálót. Anyja Hasman (Hauszmann) Erzsébet (1783–1846), aki óbudai születésű volt, jómódú sváb szőlőtermesztő, sókereskedő családból származott.
Vrasda Márton negyedik gyerekként született a családban, nyolc testvére volt. 1821–26 között, 10-16 éves korában a kecskeméti Piarista Iskolába járt, jó tanuló volt. 1831-ben a Pesti Egyetem orvoskarán hallgatott sebészetet, eminens tanuló volt. Tanulmányai alatt Pesten a Baromorvos utca 887. sz. alatt lakott (jelenleg Rökk Szilárd utca, a VIII. kerületben). Az egyetemet nehéz anyagi körülmények között végezhette. Apja 1833-ban segélyt kért fia részére és bizonyságlevelet (ún. szegénységi bizonyítványt) nehéz helyzetéről a Kecskeméti Városi Tanácstól. 1834-ben szerezte meg a diplomáját. Az egyetemen tanára volt a híres Bene Ferenc, évfolyamtársai Opra József, Flór Ferenc, az ismertebb orvosok közül. Egyetem után 1834. szeptember 26-án Pesten,a Belvárosi plébánián feleségül vette Hittmayer Annát. 1835-ben a Krassó vármegyében lévő Bulcs orvosa lett. Itt született 1839. november 9-én András nevű fia, aki később asztalosmester lett, aki 1866-ban visszaköltözött Kecskemétre. Összesen öt fiúgyerekéről tudni.Felesége halála után újra megnősült . Második felesége Éder Konstancia szülei Éder János és Vezerle Jozefa, Battonyán éltek. A Vezerle leszármazottak egy 1915. évi Egri Kir. bírósági felhívásban keresték Martinus Vrasda illetve felesége Éder Konstanczia leszármazottait, örökösödési ügyben.                                                                           Az 1848-as szabadságharc idején már Lugoson élt, Krassó vármegye kórodájának orvosa volt. 1844-ben Kassó vármegyében 41 oltóhelyen 1116 személyt oltott be himlő ellen, sikeresen. 1835–1845 között 18 688 egyént oltott be himlő ellen krassóvármegyei körzetében. A pontos oltás és a szorgalmas utánajárás, pontos jelentések miatt külön dicséretben részesült, Lugoson, 1844. december 4-én, és 80 frt. jutalomra terjesztették fel, 1845-ben. 
Az 1848-as szabadságharc kezdetétől tevékenyen részt vett a szervezésben. Az 1848. júliusi moldovai harcokban a fegyveres erők megszervezésében is részt vett. A körülkerített fehértemplomiak megsegítésére fegyveres erőt gyűjtött, de hasztalan – saját elmondása szerint –, csak élelmezési segélyt sikerült gyűjtenie. 1848. október 22-én önként beállt katonának, és részt vett a harcokban. A rábízott fegyveres erők sehol nem vallottak szégyent, erről a kormányzóhoz írt levele szerint Asbóth Lajos ezredes és Fischer Andor őrnagy tehetnek bizonyságot. Hét véres csatában vett részt. 1849. január 19-én a verseci csatában megsebesült a bokáján és a mellén, hat és tizennyolc fontos ágyúgolyóktól, visszavonulás közben. Eszméletét vesztette, és utána járni sem tudott rendesen, „másképp soha el nem hagyom a harcolók sorát" – írta levelében. Debrecenbe ment szolgálatait felajánlani hazájának orvosként, innen rendelték 1849. április 5-én Derecskére, a kórodába és az újonctelephez nemzetőr főhadnagyként. Főorvosnak, majd százados főorvosnak nevezték ki. A fizetése 1350 frt. volt. A derecskei orvosi jelentésekből ítélve a gyógyításban jó eredményeket ért el. De ott – elmondása szerint – „galád sértéseknek” volt kitéve a polgári hatóság „tolla által”. 1849. július 6-án kérelmezte az Egészségügyi Osztálytól, hogy helyezzék át Lugosra a tábori kórodába, mert családja is ott él, és ő is ott dolgozott. Kérelmében hivatkozott addigi hősiességére, önfeláldozására, és hogy (még az első) felesége  szinte teljesen megvakult. Miután nem kapott választ kérelmére, 1949. július 13-án a Kormányzóhoz (Kossuth-hoz) írt hosszú levelet, hogy pártolja áthelyezési kérelmét. Ezután 1849. július 27-én kapta a parancsot, hogy áthelyezték, és tüstént induljon Lugosra, a tábori kórházba, fizetését felemelték – rendezői pótlékkal – 10 forinttal.
A világosi fegyverletétel után 1849 vége felé Lugoson többeket lefogtak, köztük Vrasda Márton sebészt is a kórházban. Kihallgatták, de egyéb adat nem áll rendelkezésre róla. (Vágóhíd-Kolozsvári tükör 1927.05.15.- 17. szám) Ezután a legközelebbi adat róla, hogy Krassó vármegyében újólag járásorvossá nevezték ki (Gyógyászat 1861.12. 51.szám.). 1862-ben megváltoztatta nevét Bátor Mártonra (UK. 10345-62. sz. BM. Eng.). A korabeli Vasárnapi Újság is közzétette a névváltoztatást. 1863-ban járási alorvos volt Lugoson. 1868-ban még említi a Honvédschematizmus Bátor (Vrasdai) Márton néven a Krassó megyei honvédegyletben, későbbi években már nem szerepel benne. (Gyógyászat 1872. 01. 27./ 5.száma) közzéteszi, hogy Bátor Márton sebészt Báilinton (Bálinc) Temes megye Tiszteletbeli főorvossá nevezték ki. Bálint  kb. 18 km-re van Lugostól.  Valószínűleg Lugoson halt meg, és ott is temették el.